# Scouting Fleet
La Scouting Fleet (flotte d'éclairage) était une composante de l'United States Fleet, l'une des deux flottes -avec l'Asiatic Fleet- de l'United States Navy dans les années 1920 et 1930. Elle fut rebaptisée Scouting Force en 1931.

## Historique

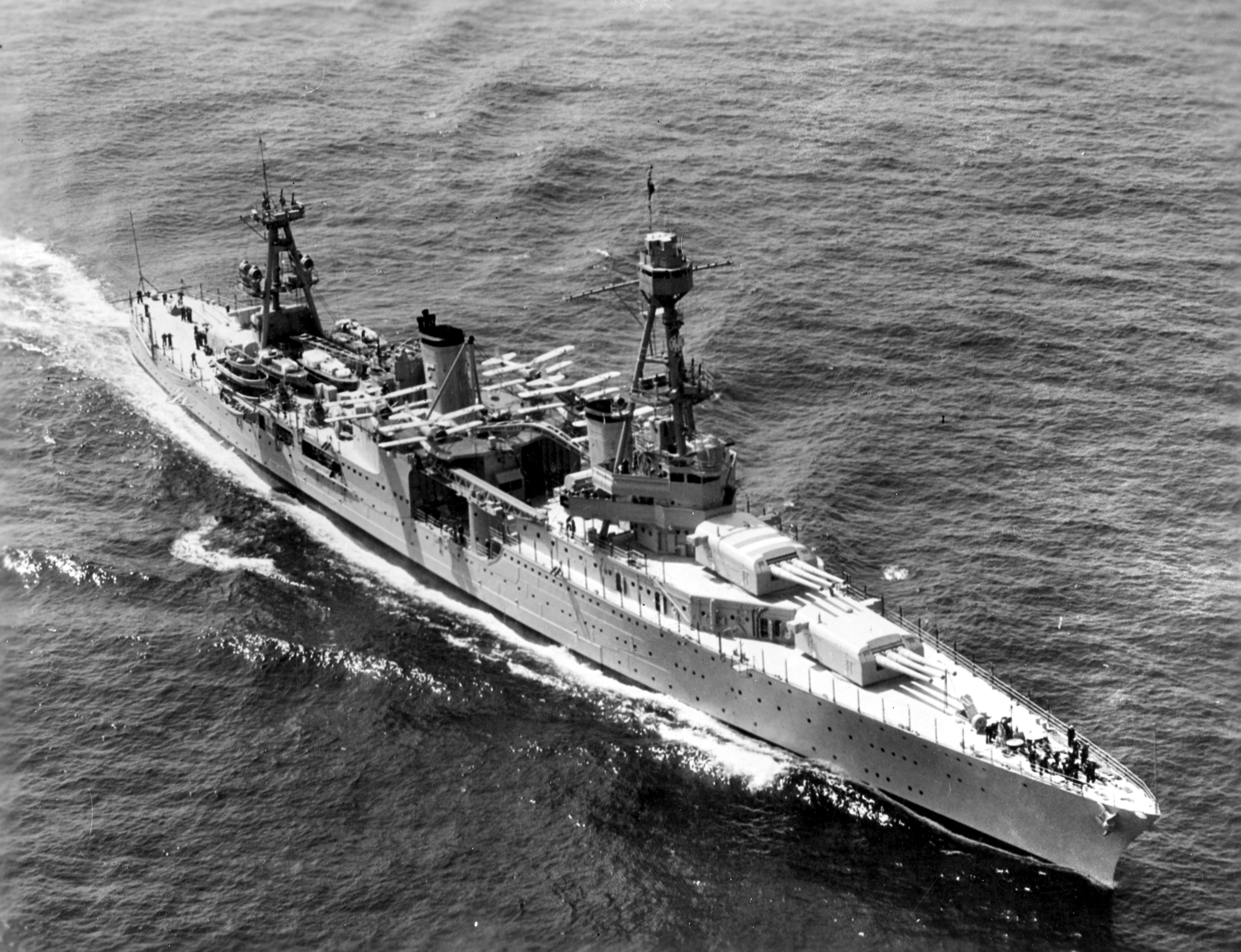
L', le navire commandant les croiseurs de cette flotte de 1934 à 1940 le 31 mai 1934.

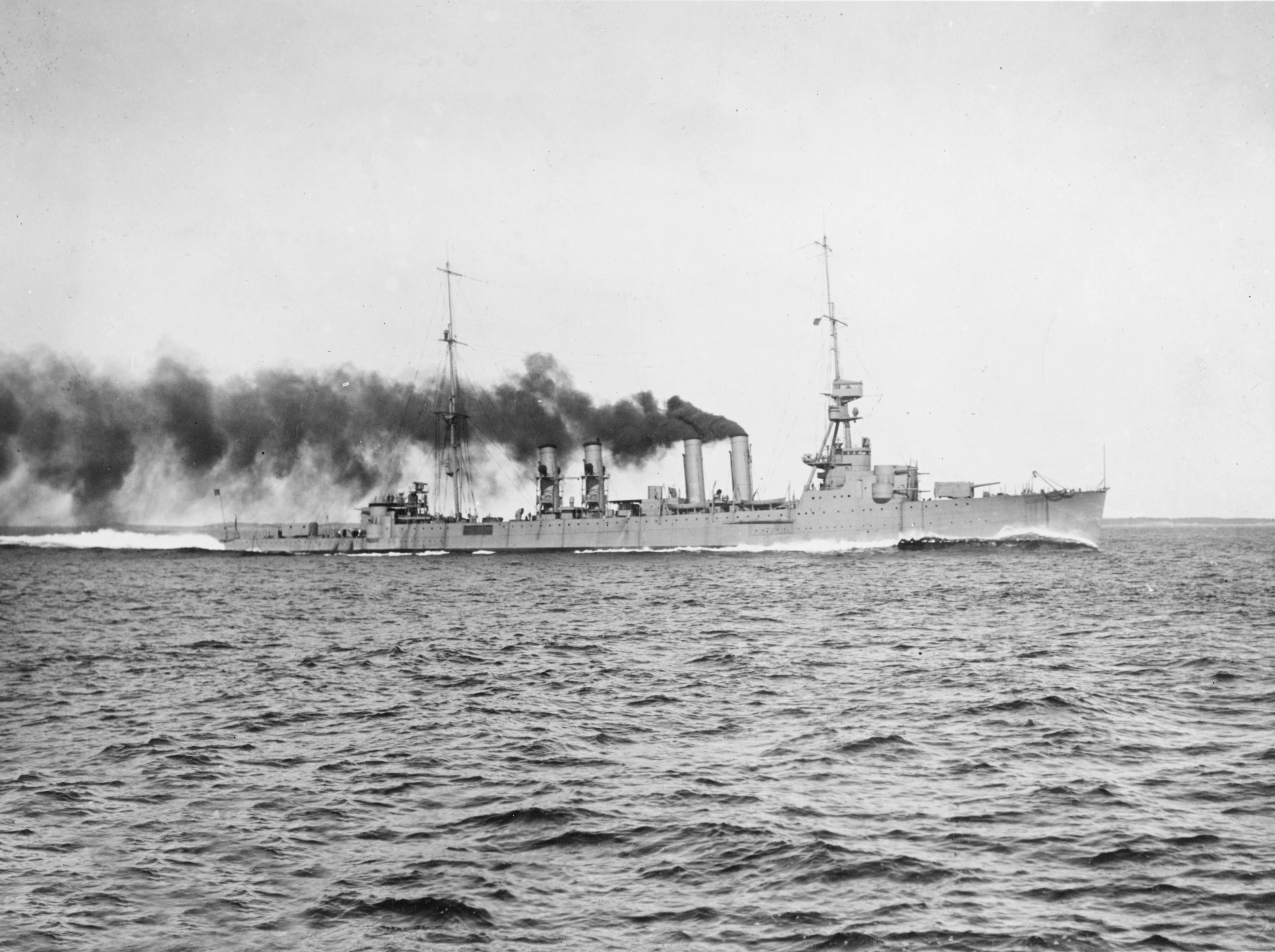
L'USS Richmond faisant partie de la 2e division légère en 1930.

Elle a été créée à la suite de l'ordre général no 94 du 6 décembre 1922 réorganisant les structures de l'US Navy, elle se composait principalement de navires de guerre âgés et opérait dans l'océan Atlantique.
En 1930, elle comprenait la 2e division de ligne avec 5 cuirassés, les 2e et 4e divisions légères avec 8 croiseurs légers, les 9e et 14e escadrilles de torpilleurs, de 5 transport d'hydravions et de 9 escadrilles de l'aéronavale.
En 1931, elle fut renommée Scouting Force. À cette époque, elle était composée des croiseurs et destroyers qui n'étaient pas incorporés dans la Battle Force et d'une escadre d'entraînement composée de trois vieux cuirassés et huit destroyers. Cette force opérait exclusivement dans l'Atlantique et la mer des Caraïbes.

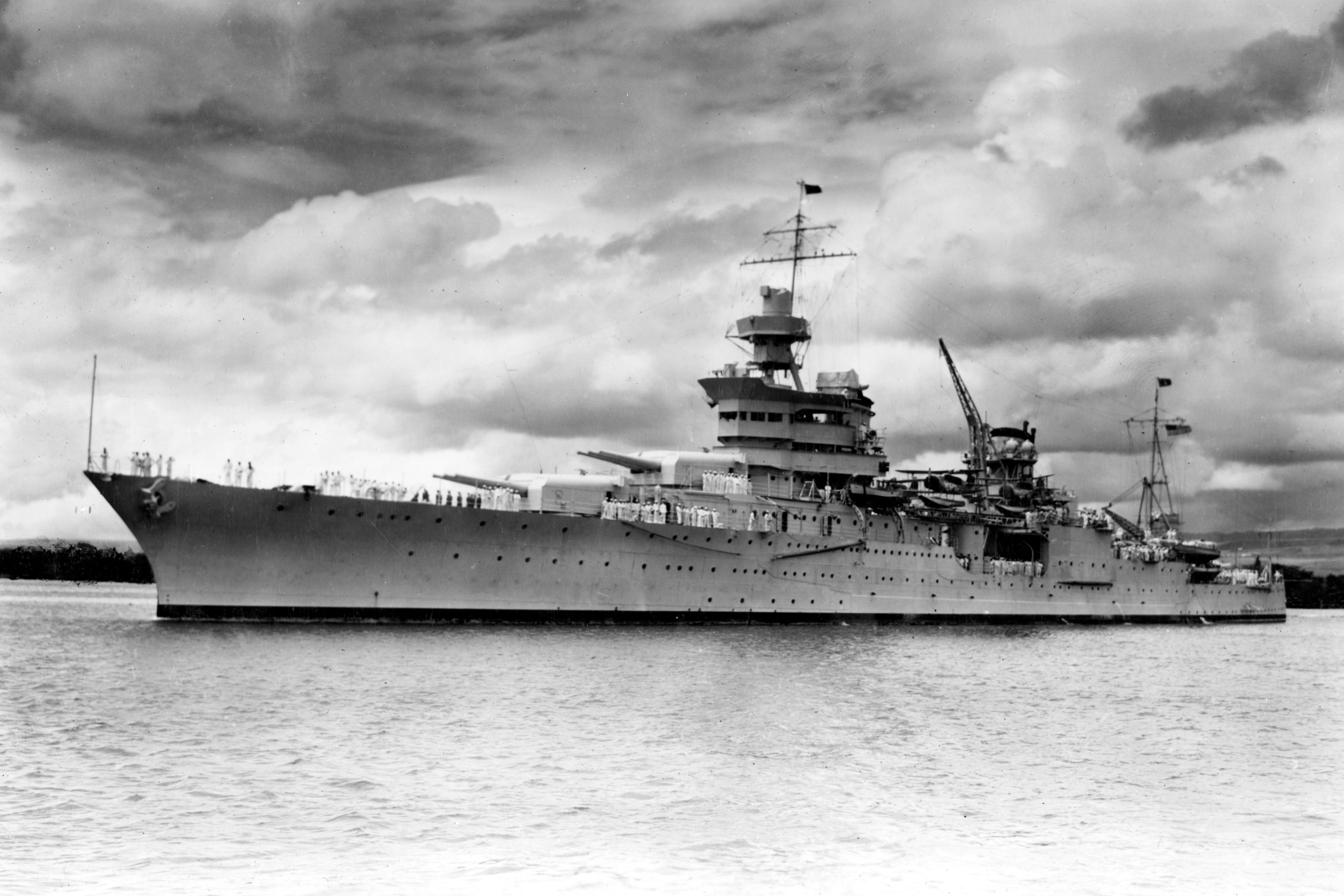
Le USS Indianapolis (CA-35) en 1937.

En 1932, la flotte est déplacée vers l'océan Pacifique (son abréviation devient ScoutForPac). L'USS Indianapolis devient son navire-amiral à partir du 1er novembre 1933.
Au 1er septembre 1939, cette force est constituée de 13 croiseurs lourds, de 3 transport d'hydravions, l'ancien porte-avions de l'US Navy USS Langley, le USS Wright (AV-1) et le USS Patoka (AV-6), de 12 dragueurs de mines et autre petits bâtiments servant de support à 19 escadrons de l'aéronavale.
Au 1er septembre 1940, elle avait en plus sous sa responsabilité les deux escadrons de sous-marins de la flotte du Pacifique et la base sous-marine de Pearl Harbor.
Lors de l'attaque de Pearl Harbor, sous le commandement de l'amiral Wilson Brown, elle regroupait donc les croiseurs lourds, les sous-marins et l'aviation de patrouille maritime et de reconnaissance de la flotte du Pacifique, son organisation était la suivante :
- La Cruisers, Scouting Force comprenant les divisions de croiseurs 4, 5 et 6 (12 croiseurs lourds au total);
- La Aircraft, Scouting Force comprenant les escadres de patrouille 1, 2 et 4 (106 hydravions PBY Catalina au total et les navires de support) sous le commandement de l'amiral John S. McCain, Sr.[4];
- La Submarines, Scouting Force comprenant les escadrons de sous-marins 4 et 6 (23 sous-marins dans 5 escadrilles) sous le commandement de l'amiral Thomas Withers[5],[6].

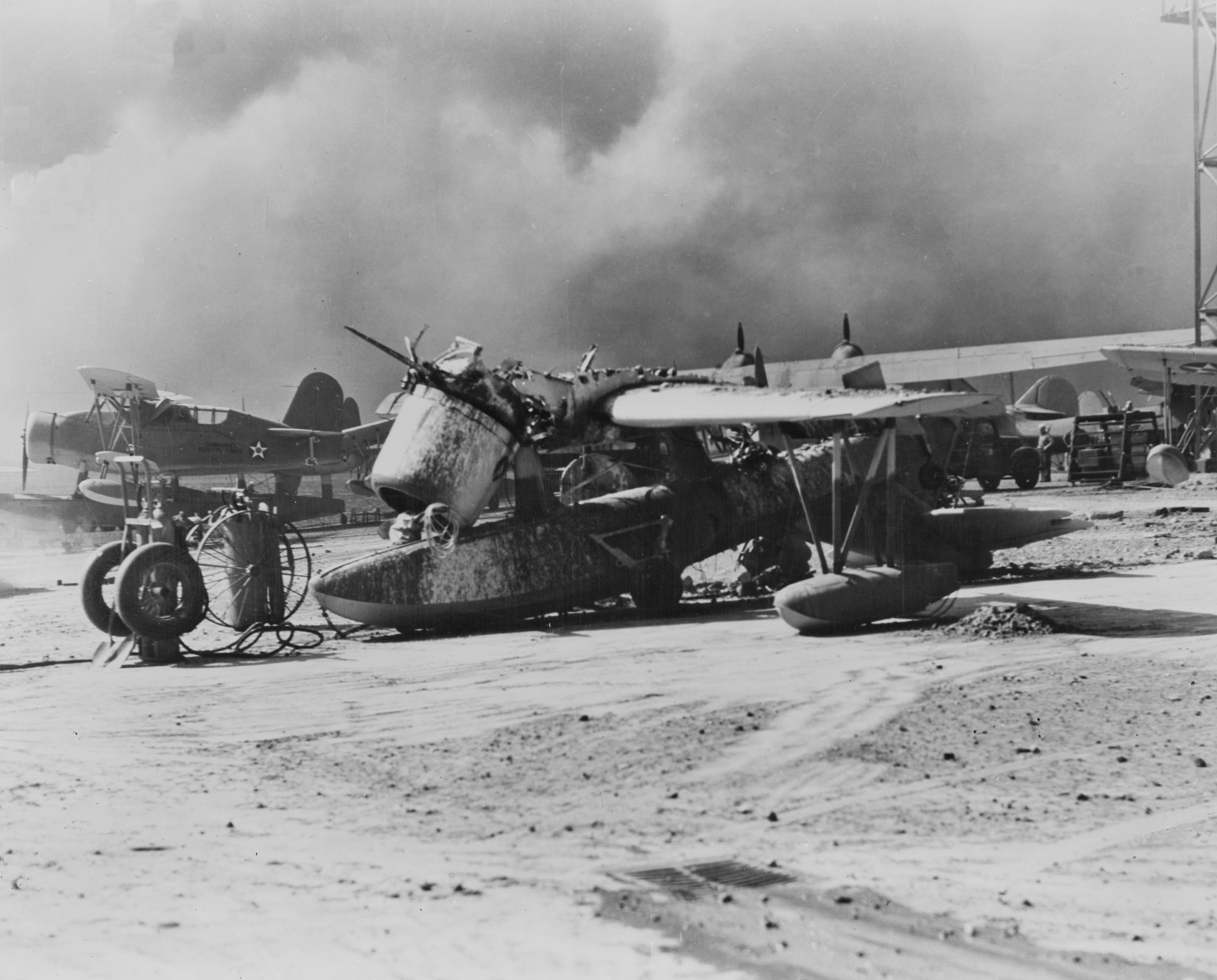
Un Vought OS2U Kingfisher détruit sur la Naval Air Station Ford Island de Pearl Harbor le 7 décembre 1941. Un Curtiss SOC Seagull où il est indiqué Commander Scouting Force et un Consolidated PBY Catalina se trouvent à l'arrière-plan.

Les premiers marins qui périrent lors du bombardement aérien étaient à bord du sous-marin USS Tautog, l'un des quatre sous-marins alors à quai, et de nombreux avions furent détruits ou endommagés durant les attaques japonaises.

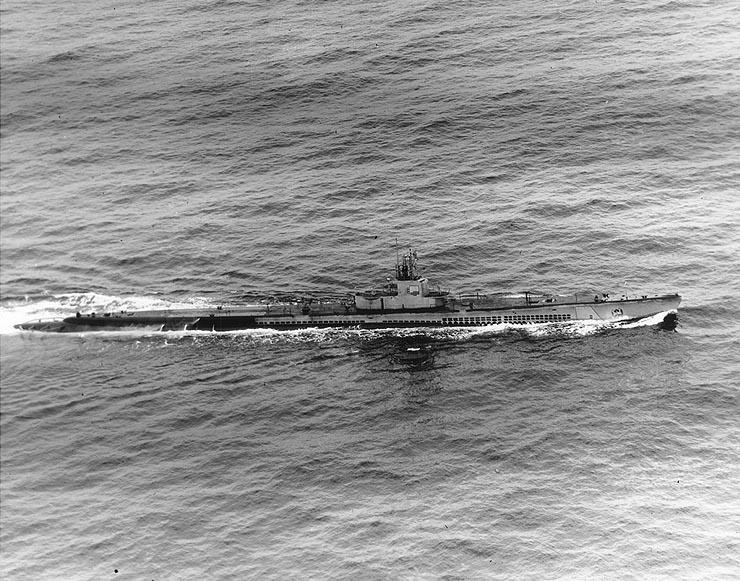
Le en mai 1945.

La flotte américaine est réorganisée en United States Pacific Fleet et United States Atlantic Fleet le 1er février 1941 à la suite de l'ordre général no 143 et la Scouting Fleet devient la Task force 3 le 1er mars 1941, servant pendant la première partie de la Seconde Guerre mondiale de groupe de protection pour les forces opérationnelles jusqu'à une nouvelle réorganisation générale en mars 1943 qui la fit disparaître, les sous-marins ayant été transféré à la Task force 4.

## Les différents commandants
- John D. McDonald (1922 - 1923)
- Newton A. McCully (1923 - 1924)
- Josiah S. McKean (1924 -?)
- Ashley H. Robertson (1927 -?)
- Adolphe Andrews (circa 1939)
- Wilson Brown Jr (1941-1942)[8]